# Gonia ussuriensis
Gonia ussuriensis är en tvåvingeart som först beskrevs av Boris Borisovitsch Rohdendorf 1928.  Gonia ussuriensis ingår i släktet Gonia och familjen parasitflugor. Inga underarter finns listade i Catalogue of Life.